# Pedro de Araújo
Pedro de Araújo (* um 1640; † um 1705) war ein portugiesischer Organist und Komponist des Barock. Er wirkte im Erzbistum Braga im Norden Portugals.

## Leben
Die genauen Lebensdaten sind ungesichert. Die Quellen nennen „1610?–1684?“ oder eine Wirkungszeit zwischen 1640 und 1684 oder zwischen 1662 und 1704/1705.
Araújo arbeitete zwischen 1663 und 1668 als Musiklehrer mit dem Titel „mestre de canto“ am Priesterseminar Sankt Peter und Sankt Paul in Braga und bis 1665 als zweiter Domorganist an der Kathedrale von Braga. 1665 übernahm er eine Pfründe in Joane, wo er bis mindestens 1704 wirkte.
Der britische Musikwissenschaftler Macário Santiago Kastner konstatiert einen nachhaltigen Einfluss der Renaissance-Kunst von António Carreira auf Pedro de Araújo. Kastner führte 1947 weiter aus: „Organisten wie Cabanilles, Elias, Pedro de Araújo und ihre Zeitgenossen waren der höchste Gipfel des Orgelstils in der spanischen Tradition.“
Araújo sind dreizehn Orgelwerke sicher und weitere sechs aufgrund stilistischer Merkmale zuzuschreiben. Seine Werke enthalten aragonesische, italienische und portugiesische Elemente. Am bekanntesten, und noch Ende des 17. Jahrhunderts in zahlreichen Abschriften vorhanden, ist sein musikalisches Schlachtengemälde für Orgel Batalha de 6 tom.

## Notenausgaben
- Ausgewählte Werke (= Organa hispanica. H. 9). Willi Müller, Heidelberg 1984. Enthält Werke für Orgel: Consonâncias de 1. tom. Obra de 1. tom sobre a Salve regina. Obra de 2. tom. Meio registo de 2. tom de dois tiples. Phantasia de 4. tom. Obra de 6. tom. Obra de 6. tom. Batalha de 6. tom. Obra de passo solto de 7. tom. Obra de 8. tom.

## Diskografie
- Joaquim Simões da Hora (Orgel): Batalhas & Meios Registos: música ibérica para órgão do séc. XVII. Movieplay, 1994, 3-11036, CD [track 1]
- Joaquim Simões da Hora (Orgel): In memoriam. Portugaler, 2002, 2002-2, CD [track 4]
- Scott Ross (Orgel): Battle of the Sixth Tone, for organ. INA memoire vive, 2012